# Decazyx
Decazyx é um género botânico pertencente à família Rutaceae.